# Dryadomorpha quadricornis
Dryadomorpha quadricornis är en insektsart som beskrevs av Rauno E. Linnavuori 1969. Dryadomorpha quadricornis ingår i släktet Dryadomorpha och familjen dvärgstritar. Inga underarter finns listade i Catalogue of Life.